# 前頸三角
前頸三角（ぜんけいさんかく、anterior triangle）は、胸鎖乳突筋前縁、正中、下顎体の下縁の3者で構成される。天井は左右の胸鎖乳突筋をつなぐ外頚筋膜。床をなすものは頚部脊柱、椎前筋膜で被われた椎前筋群。前頸三角はオトガイ下リンパ節、顎下腺、顎下リンパ節、頚動脈分岐部、上・下深頚リンパ節、喉頭、甲状腺などが通る。前頸三角はオトガイ下三角、顎下三角、頸動脈三角、筋三角に分かれる。